# Non c'è
"Non c'è" é uma canção gravada e interpretada pela cantora italiana Laura Pausini.
A canção possui uma adaptação em língua espanhola com o título Se fue.

## Informações da canção
Non c'è é o 2º single, lançado em junho de 1993, do álbum Laura Pausini de 1993.
A letra foi escrita por Federico Cavalli e Pietro Cremonesi, e a música foi composta por Angelo Valsiglio e Pietro Cremonesi.
A canção é mundialmente conhecida como uma espécie de seguimento de La solitudine, e confirmou o extraordinário sucesso da cantora italiana como uma das mais famosas no mundo.
Em 1993 foi realizado o videoclipe da canção, porém não foi inserido em nenhum material audiovisual oficial de Laura Pausini.

## Faixas
CD single - Promo Warner Music Itália (1993)
1. Non c'è

CD single - 4509971732 Warner Music França (1993)
1. Non c'è
2. Perché non torna più

CD single - 4509944352 Warner Music Alemanha (1993)
1. Non c'è
2. Perché non torna più
3. Non c'è (Instrumental)

### Versão em espanhol

#### Informações da canção
Em 1994 a canção Non c'è foi adaptada para o espanhol por Badia com o título Se fue.
Foi inserida no primeiro álbum em língua espanhola da cantora, auto intitulado Laura Pausini, e lançado como 2º single em 1994 na Espanha e na América Latina.

### Faixas
CD single Promo DG142C Warner Music Espanha (1994)
1. Se fue

CD single - 0706301111925 Warner Music França (1995)
1. Gente (Spanish version)
2. La soledad
3. Se fue

#### Desempenho nas tabelas musicais
| Paradas (1994)                            | Melhor posição |
| ----------------------------------------- | -------------- |
| Estados Unidos (Billboard Latin Pop Song) | 5              |
| Estados Unidos (Billboard Latin Song)     | 24             |

## Non c'è (2001 version)

### Informações da canção
Em 2001 a canção foi inserida no álbum coletânea The Best of Laura Pausini: E ritorno da te em uma nova versão.
A canção foi novamente lançada como single em 2002, sendo o 4º single do álbum The Best of Laura Pausini: E ritorno da te. Na Itália foi o último single lançado para esse álbum.
Nessa nova versão Laura Pausini colaborou com o cantor italiano Nek, que aparece na qualidade de baixista.
Também no álbum em versão espanhola, Lo Mejor de Laura Pausini: Volveré junto a ti, foi inserida uma nova versão de Se fue, porém essa não foi lançada como single.

### Lista de faixas
CD single Promo Warner Music Itália (2002)
1. Non c'è  (2001 version)

CD single Promo 03113 Warner Music França (2002)
1. Non c'è  (2001 version)

CD single Promo Warner Music Itália (2002)
1. La solitudine  (2001 version)
2. Non c'è  (2001 version)

CD single 5050466136824 Warner Music Europa (2002)
1. E ritorno da te
2. Non c'è  (2001 version)
3. Tra te e il mare

### Créditos
- Dado Parisini: bateria, teclados
- Massimo Varini: guitarra acústica, guitarra elétrica
- Nek: baixo elétrico
- Max Costa: bateria
- Eric Buffat: coro

## Informações adicionais
Non c'è foi inserida também no álbum Laura Pausini de 1995, em uma nova versão no The Best of Laura Pausini: E ritorno da te e em versão live no DVD Live 2001-2002 World Tour e no álbum ao vivo Live in Paris 05.
Se fue foi inserida também no álbum Lo Mejor de Laura Pausini: Volveré junto a ti em uma nova versão, em versão live nos álbuns ao vivo Live in Paris 05 e Laura Live Gira Mundial 09.

## Versão de Sandy e Junior
"Não Ter" é uma canção da dupla brasileira Sandy & Junior, lançada como single do álbum Dig-Dig-Joy (1996). Trata-se de uma versão em português de "Non c'è", da cantora italiana Laura Pausini.

### Composição
A versão da canção em português surgiu pelo fato de que Sandy era fã de Laura Pausini e vivia cantando "Non c'è": “Lembro que a gente estava de férias. Eu gostava da Laura, gostava muito dessa música e ficava cantando no carro. Minha mãe e meu pai começaram a ouvir e falar: ‘Nossa, Sandy essa música fica tão linda na sua voz. Como você canta lindo'. Acho que eles estavam certos", revelou a cantora, que gravou a versão composta por Cláudio Rabello.

### Videoclipes
O video da canção mostra Sandy em algumas cenas em seu quarto olhando algumas fotos e outras partes em um piquenique numa fazenda com seu irmão Junior.

###### SeriadoSandy & Junior
Assim como outras canções da carreira da dupla, "Não Ter" possui um videoclipe gravado para o seriado homônimo da dupla. O clipe que foi gravado em um auditório com uma orquestra de violinos, fez parte do episódio "Esse tal de Rock and Roll", da primeira temporada.

#### Divulgação e outras versões
Além do videoclipe no seriado, que ajudou a divulgar a canção, a dupla divulgou a canção no Xuxa Hits e no Domingo Legal, além das turnês Sonho Real Tour, Dig Dig Joy Tour e Eu Acho Que Pirei Tour.
A canção também ganhou uma versão ao vivo nos CD/VHS/DVD Os Grandes Sucessos de Sandy & Junior e Era uma Vez (ao vivo). E uma versão Remix no album Todas as Estações - Remixes lançado em 24 de março de 2000.